# 白雪りら
白雪 りら（しらゆき りら、2月20日 - ）は、日本の女性タレント、グラビアアイドル、歌手。旧芸名（時間順）はたけの☆こゆき→こんにちわ＼(^o^)／きらりんぼ☆ハリー!!!→蒼天のハリー。

## 人物
札幌コレクションにモデルとして出演した経験を持つ。
大学卒業後に上京し、都内の成城石井でアルバイトをしている時に芸能事務所の社長からスカウトされる。
それから半年後に事務所へ所属して芸能界入りを果たす。
2014年9月に「こんにちわ＼(^o^)／きらりんぼ☆ハリー!!!」としてVirgin Musicより「Blue Destiny」でデビュー。テレビアニメ『マジンボーン』のエンディングテーマ。
2018年1月にシングル『ハピハピ/Memories』がドラマ『特命係長 只野仁 AbemaTVオリジナル』の主題歌に抜擢され、メジャーデビューした。その後、『サンデージャポン』や『ビーバップ!ハイヒール』などのバラエティ番組に多数出演し、話題に。
2019年3月に「蒼天のハリー」から「白雪りら」に改名した。
2020年10月1日、株式会社Legaroを退社した。
2022年8月、GMOアダムが主催する日本グラビアクイーンコンテストにエントリー。

## 出演

### テレビ番組
2017年
- 1周回って知らない話（2月）
- 一夜づけ（2017年4月 - 2018年3月） - 5期生・生徒役レギュラー
- 今から、西野アナが行きますんで～孤独な美女を歌で励まします～（4月）

2018年
- 音ボケPOPS（2月）
- サンデージャポン（4月）
- 全力坂（4月）
- オザワナイト（4月）
- 淳のスター発掘大作戦!!（8月）
- クロ女子白書（10月）
- じっくり聞いタロウ（11月）
- タビフク+VR（12月）
- ビーバップ!ハイヒール（12月）

### Webテレビ番組
- 筋トレ女子～彼女のカラダが美しすぎる件～（2019年）

### CM
- ホクレン『ゆめぴりか』（2014年）

### 広告・モデル
- 株式会社エウレカ アプリ「Pairs」モデル出演（2019年）

### MV
- NORIKIYO「神様ダイヤル(God's Dial)」（2019年）

## 作品

### 配信シングル
|     | 発売日       | タイトル     | 規格品番 | 備考 |
| --- | ------------ | ------------ | -------- | --- |
| 1st | 2014年9月2日 | Blue Destiny |          | 「こんにちわ＼(^o^)／きらりんぼ☆ハリー!!!」としてVirgin Musicよりデビュー、テレビアニメ『マジンボーン』2ndエンディングテーマ（第14話 - 第40話）、第21話から名義変更、第20話までは「たけの☆こゆき」名義。第31話からアニメーション（右にスクロールから左にスクロール）変更。 |

### シングル
|            | 発売日        | タイトル          | 規格品番    | 規格品番  | オリコン 最高位 |
| 初回限定盤 | 発売日        | タイトル          | 通常盤      |           | オリコン 最高位 |
| ---------- | ------------- | ----------------- | ----------- | --------- | --------------- |
| 1st        | 2018年1月24日 | ハピハピ/Memories | VVCL-1161/2 | VVCL-1163 | 圈外            |

### 雑誌
- FRIDAY 2017年2月17日号（講談社）
- FLASH 2019年6月25日号（光文社） - グラビア6ページ掲載